# Território do Sisal
O Território do Sisal, também conhecido como Região Sisaleira, é uma região geoeconômica do estado brasileiro da Bahia, oficializada como um território de identidade definido pelo Governo Estadual. É composta por 20 municípios.

## Municípios constituintes
O Território do Sisal ou Região Sisaleira é constituído de 20 municípios: Araci, Barrocas, Biritinga, Candeal, Cansanção, Conceição do Coité, Ichu, Itiúba, Lamarão, Monte Santo, Nordestina, Queimadas, Quijingue, Retirolândia, Santaluz, São Domingos, Serrinha, Teofilândia, Tucano e Valente.

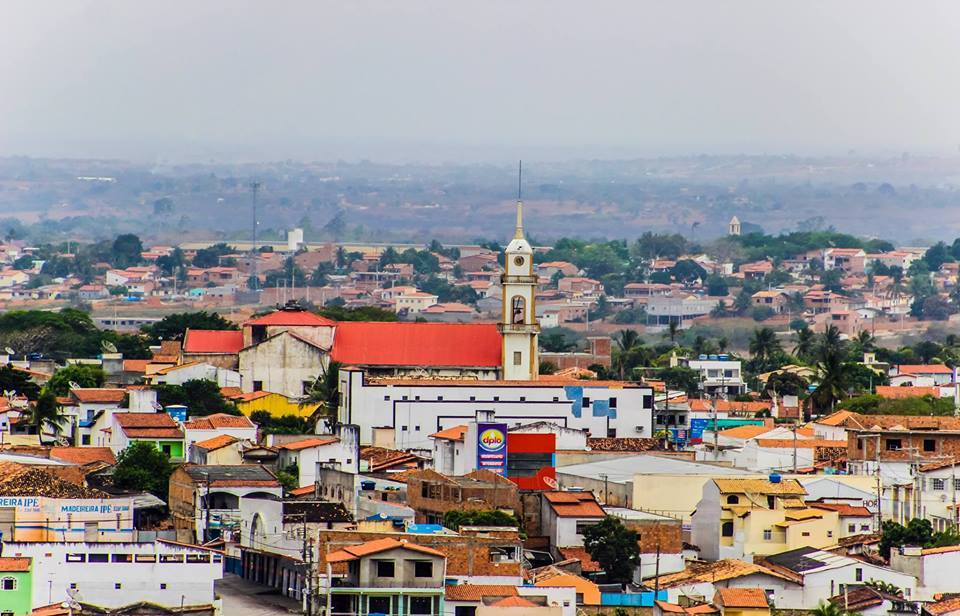
Serrinha (Bahia)
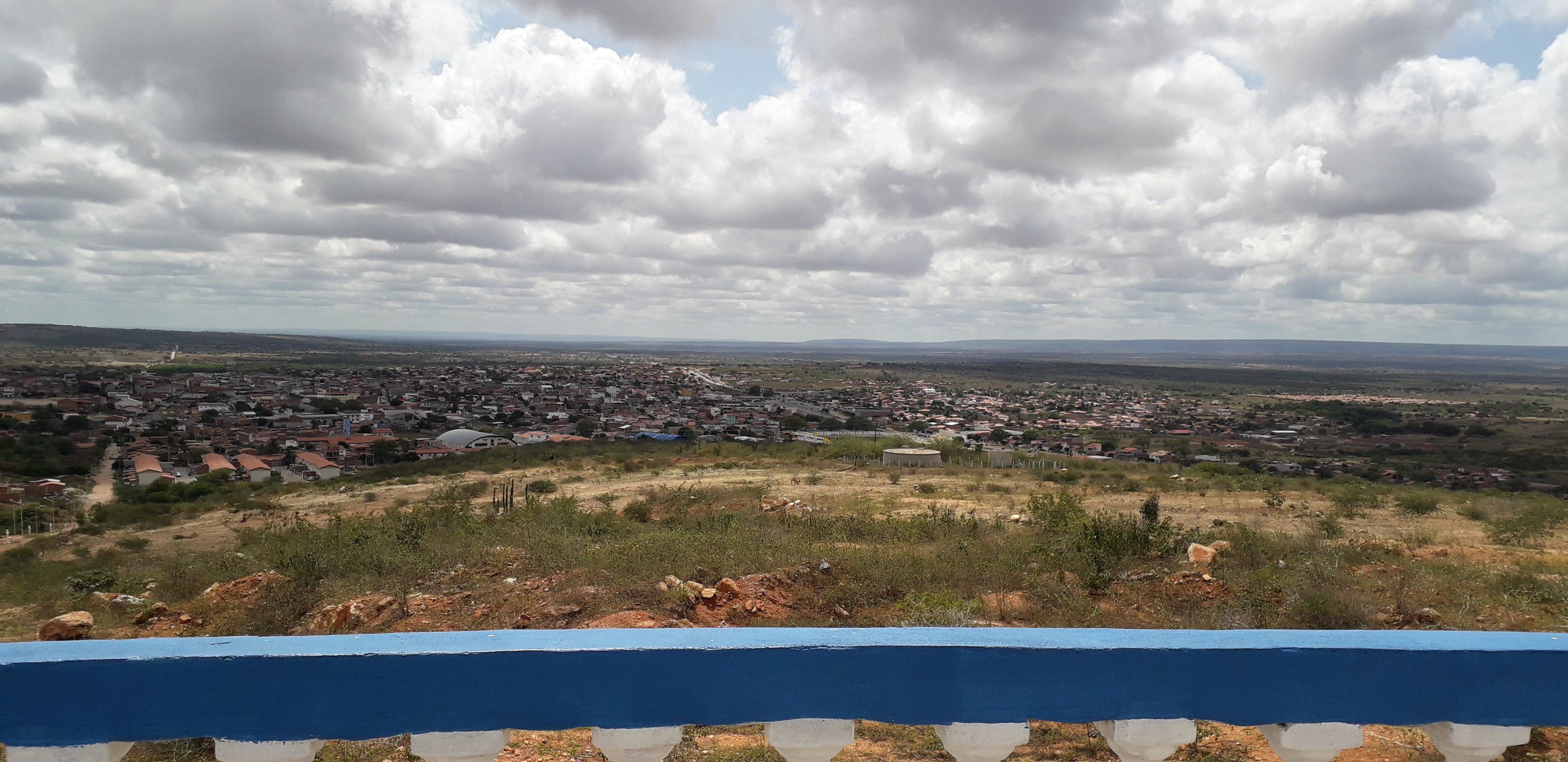
Araci
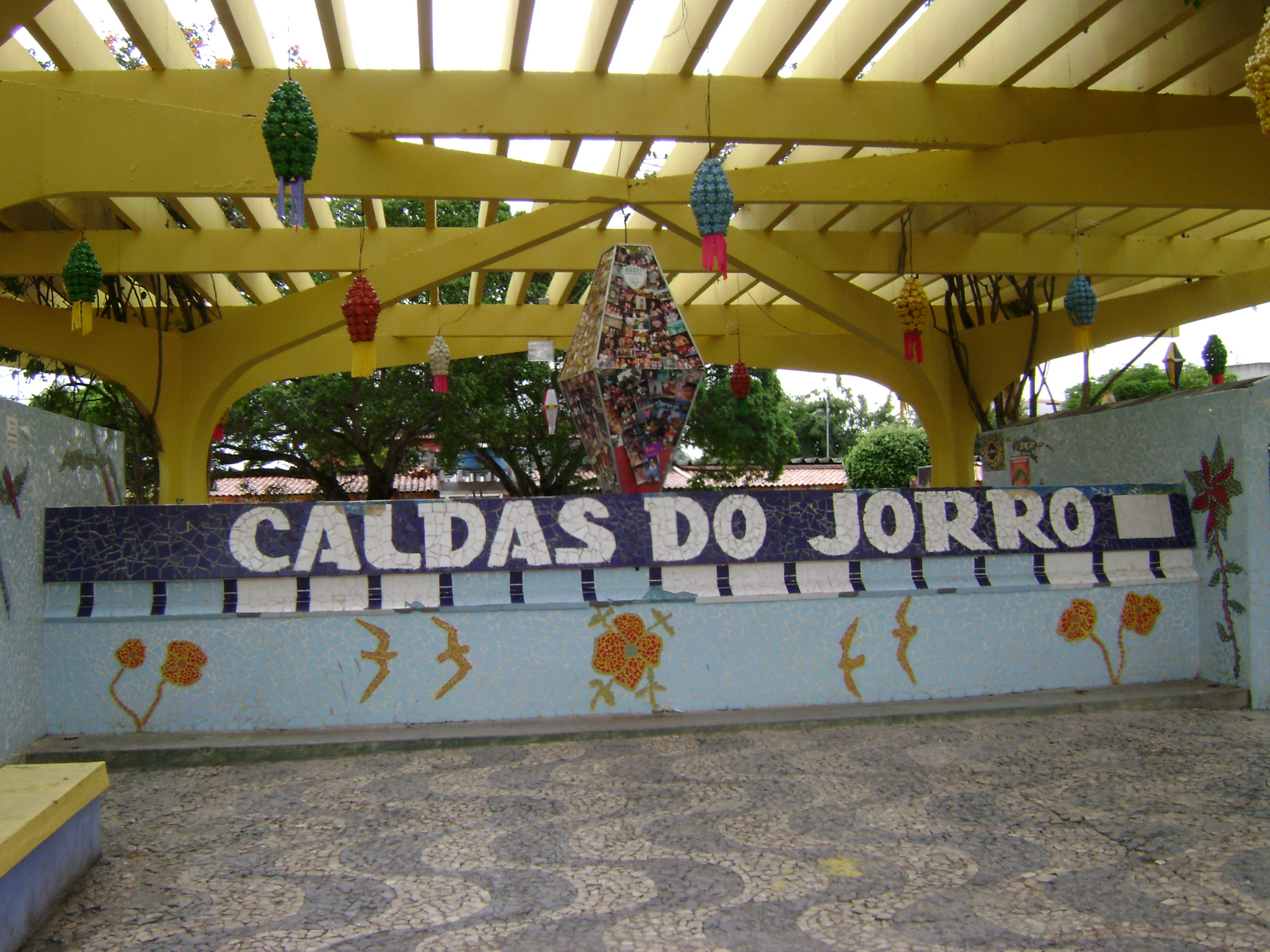
Caldas do Jorro, em Tucano
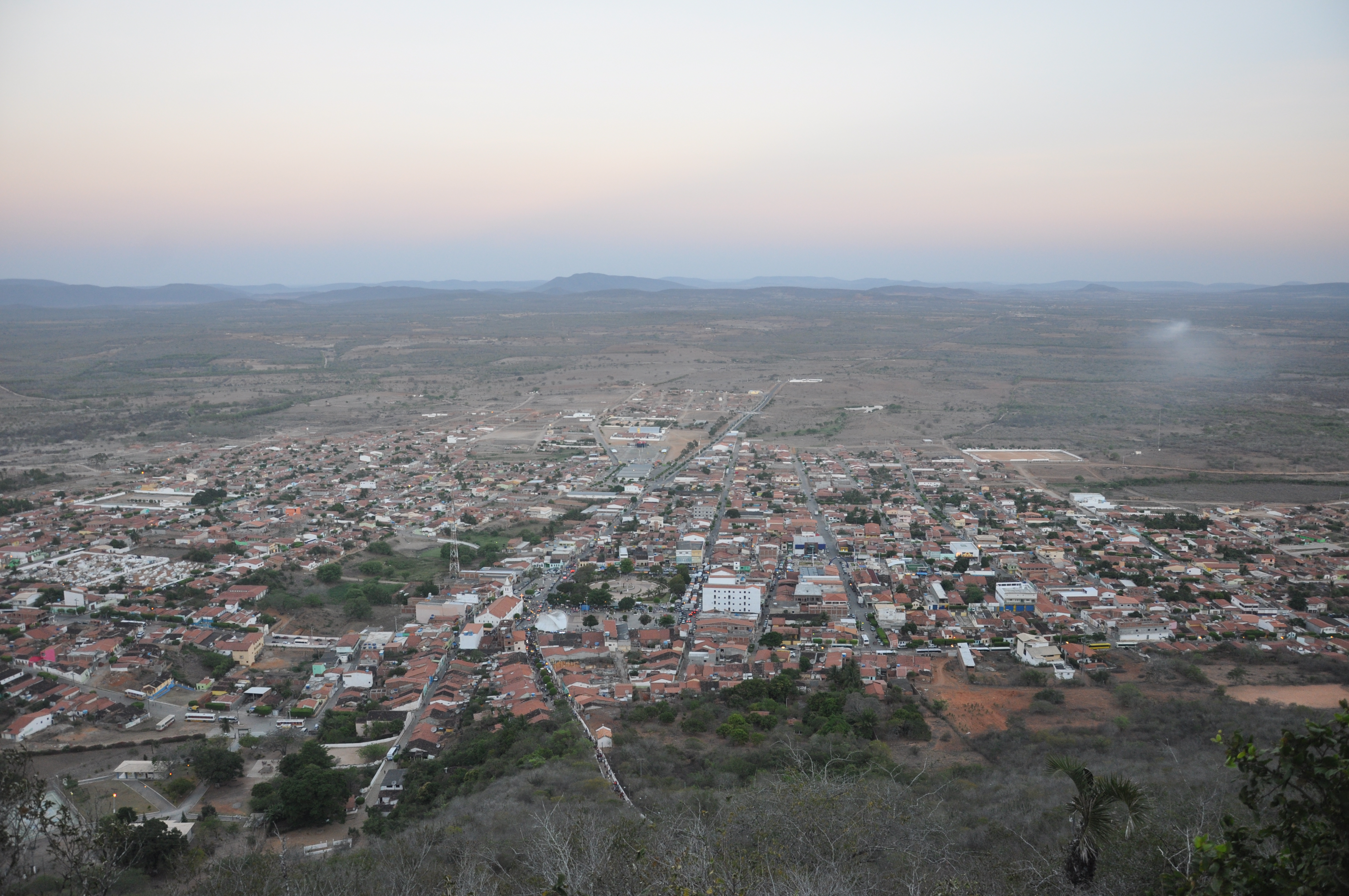
Monte Santo
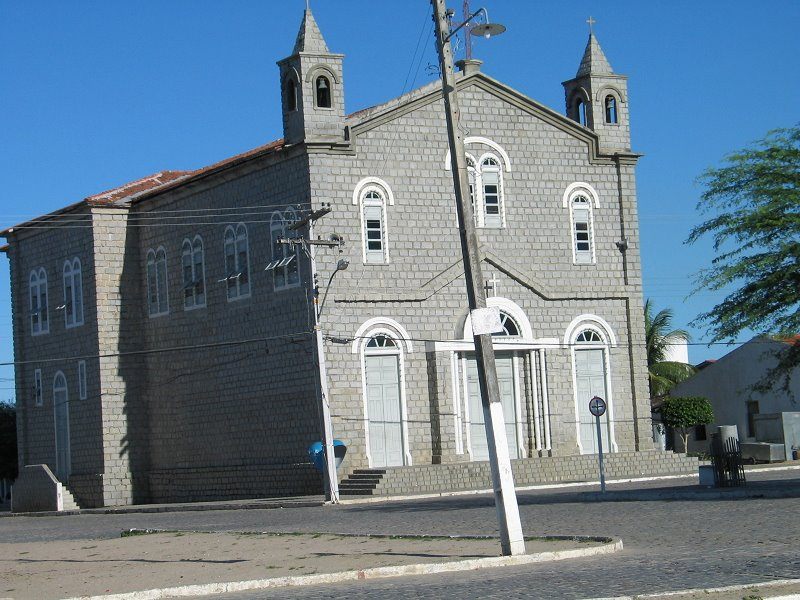
Santaluz

## História
A região hoje conhecida como Território do Sisal originalmente era conhecida como Sertão dos Tocós e era habitada pelos povos indígenas cariris, tapuias, tocós e beritingas. Parte dessas etnias mencionadas originalmente habitava o Recôncavo Baiano e foi expulsa dali com o cultivo de cana-de-açúcar.
A região do Sertão dos Tocós foi colonizada nos séculos XVII e XVIII, por meio da pecuária, atrelada aos latifúndios da Casa da Ponte e da Casa da Torre.
Nas últimas décadas do século XIX, a região foi visitada pelo líder messiânico Antônio Conselheiro, que, em 1893, fundou, na margem do Rio Vaza-Barris, a povoação de Belo Monte, palco da Guerra de Canudos. Nas primeiras décadas do século XX, o Cangaço passou pelo Território do Sisal.
Até o início do século XX, a base econômica da região era a pecuária e a agricultura de subsistência.
O sisal foi introduzido na Bahia em 1903, a partir da Flórida, como uma planta ornamental. Chegou ao Território do Sisal por volta de 1910, em Santaluz, mas sua exploração comercial a larga escala, sobretudo das suas fibras, nessa área só se iniciou na década de 1930, devido à demanda do mercado, incentivos do governo baiano e a adaptação da planta às condições geográficas dessa parte da Bahia.
O sisal foi apelidado de "ouro verde" e propiciou o surgimento de uma elite de ricos fazendeiros, conhecidos como "reis do sisal".
Na década de 1970, a cultura do sisal nessa parte da Bahia entrou em decadência, devido à queda nos preços decorrente da oferta excessiva, substituição por produtos sintéticos, a concorrência com países africanos e pragas que invadiram as plantações.
No início do século XXI, o avanço do movimento ambientalista e o aumento do preço do petróleo ampliaram a demanda por fibras naturais e, com isso, houve um aumento da produção de sisal e o ressurgimento do ciclo na Região Sisaleira.
Atualmente, a produção de sisal nessa região está concentrada basicamente nos seguintes municípios: Araci, Barrocas, Conceição do Coité, Retirolândia, Santaluz, São Domingos e Valente.

## Geografia

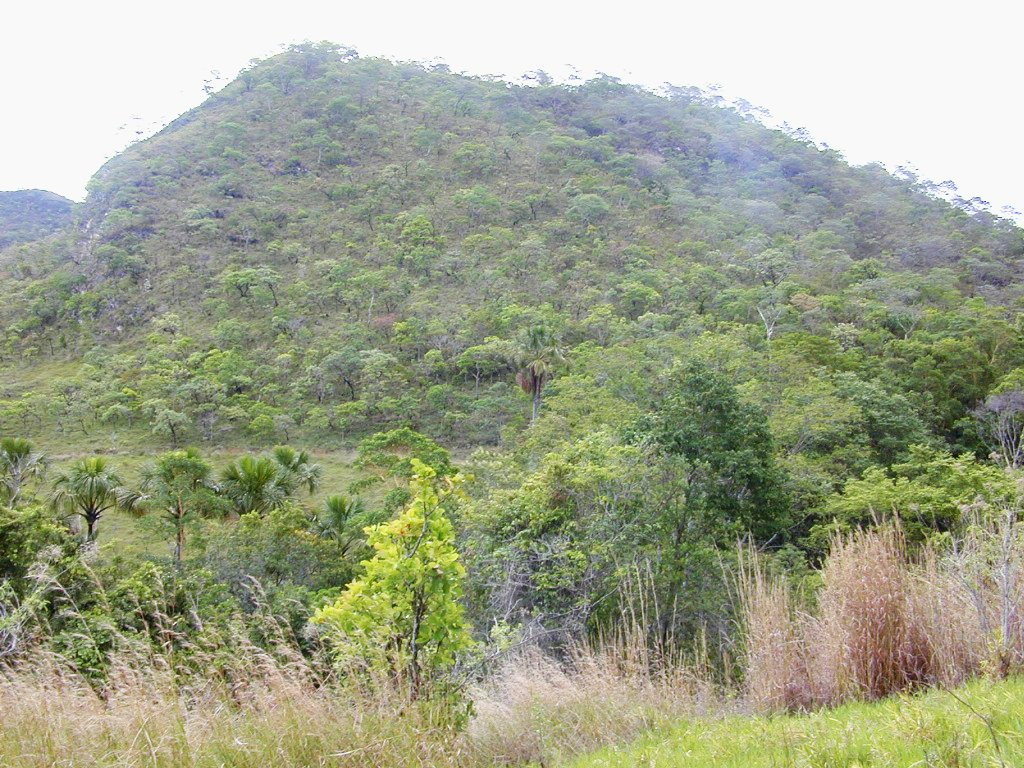
Caatinga, uma das vegetações predominantes na região.

O clima semiárido da região sisaleira é caracterizado por longos períodos de estiagem e baixa e irregular pluviosidade, entre 400 e 600 mm por ano em média, tornando o solo da região ácido e extremamente fértil. O pediplano sertanejo, os planaltos e tabuleiros caracterizam o relevo regional. Os rios e riachos são, em grande maioria, intermitentes e quase todos bloqueados por barragens, que servem como reservatórios de água. Devido a baixa pluviosidade e a acidez do solo, os lençóis freáticos são geralmente salobros. A vegetação é caracterizada pela caatinga, cerrado e vegetação arbórea aberta. Todos estes fatores climáticos foram determinantes para a adaptação, implantação e sucesso do sisal na região.

## Demografia
Segundo o censo demográfico de 2022, a população do Território do Sisal era de 592.282 habitantes, correspondendo a 4,2% da população baiana. Sabendo que esse território possui uma área de 20.405 km², a sua densidade demográfica é de 29,02 hab./km².
Os municípios mais populosos dessa região, conforme os dados do censo 2022, são Serrinha (80.435), Conceição do Coité (68.825), Tucano (48.738) e Araci (48.035).

## Cultura
A região do Sisal tem uma cultura bastante diversificada, onde tradições antigas tentam resistir à modernização que aos poucos modifica alguns cenários da região. Tradições como o Reisado, o Boi Roubado e a literatura de cordel possuem fiéis adeptos. Existem ainda os grupos de cantiga de roda como o Cantadeiras do Sisal e diversos grupos de teatros que em sua maioria integram jovens. Alguns municípios como São Domingos realizam semanas de cultura, Salgadália, distrito de Conceição do Coité realiza uma das mais tradicionais semana de cultura. O maior evento cultural da região é Festa da Quixabeira que reúne as principais manifestações culturais num grande evento sempre realizado em diferentes cidades.
Recentemente um Projeto de divulgação cultural do Território, conhecido como Portal  Semiárido, patrocinado  pelos  micro-projetos culturais do Programa Mais Cultura, tem feito esforços para catalogar e divulgar a rica  cultura  do  Território Sisaleiro  na internet através de um web site e de  uma rádio online.

## Economia

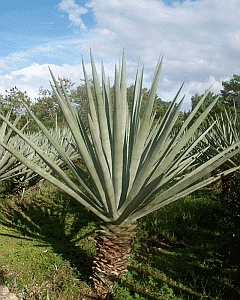
Sisal (Agave sisalana)

Em 2020, o Território do Sisal possuía um PIB de 6,1 bilhões de reais, o que confere a esta área um PIB per capita de R$ 10.093,97.
Além das atividades de exploração do sisal, que enfrentou um período de decadência após os anos 1970 e um ressurgimento no início do século XXI, e das pedreiras, a base econômica é a pecuária extensiva e a agricultura familiar de subsistência, sujeita a longos períodos de seca que ciclicamente atingem a região. Ainda assim, a agricultura familiar é uma das principais atividades econômicas da região.
O sisal é destinado, em boa parte, para a indústria de tapetes e carpetes da APAEB-Valente (com mais de 600 empregos diretos) e outras de menor porte que trabalham diversos produtos a partir da fibra do sisal como cordas e fios. Estes produtos - principalmente os tapetes e carpetes - abastecem os mercados internos e externos, principalmente a Europa, os Estados Unidos, Chile e Argentina.
O artesanato também é uma das principais fontes de renda na região, feito principalmente do sisal. Iniciativas como a da Cooperafis (cooperativa de composta por mulheres) sediada no município de Valente são reconhecidas nacionalmente.
Em uma região castigada pela seca, a cadeia produtiva do sisal é um dos fatores econômicos mais fortes. A maior atividade produtiva, a comercialização do sisal, sofre com a falta de incentivos políticos. Com esforço e dedicação, as entidades da sociedade civil vêm buscando alternativas para melhorar a qualidade de vida do produtor e do processo de trabalho que envolve o sisal, destaque para a APAEB-Valente.
A partir dos anos 1950, o sisal nesta região vem sendo pautado por diversas organizações do campo popular, com o intuito de buscar perspectivas para o fortalecimento dessa cadeia.

## Movimento social
O território Sisaleiro é famoso pela atuação do terceiro setor nos seus diversos municípios, o associativismo e cooperativismo são práticas comuns na região. As instituições com maior atuação na região são as associações de agricultores, sindicatos de trabalhadores rurais e cooperativas. Abaixo segue lista das três entidades da sociedade civil mais conhecidas com atuação na região do Sisal.
- Codes Sisal (Conselho de Desenvolvimento Sustentável do Território do Sisal) O Codes Sisal é a entidade que serve como porta-voz de todo o território junto aos governos Estadual e Federal;
- APAEB Valente (Associação de Desenvolvimento Sustentável Solidário da Região do Sisal). Localizada no município de Valente, A APAEB emprega cerca de 800 pessoas diretamente, mantendo uma das maiores indústrias de Tapetes e Carpetes de Sisal do país, além de uma escola agrícola, um laticínio dentre outras atividades como assistência técnica rural. A APAEB é composta por uma diretoria eleita por sócios que se reúnem periodicamente em assembleia geral. A Associação já ganhou dezenas de prêmios no Brasil e Exterior, tanto pelo seu formato de gestão, quanto pelas ações de desenvolvimento sustentável.
- MOC (Movimento de Organização Comunitária) Conhecida por ser a terceira maior ONG do país, o MOC tem sede em Feira de Santana, mas a sua atuação é destaque principalmente em municípios da Região Sisaleia. O MOC atua através de parceria com instituições da Sociedade Civil, prestando assessoria técnica e pedagógica, e promovendo campanhas com objetivos comunitários. A ONG já ganhou diversos prêmios por suas atividades.

## Comunicação
O veículo de comunicação de maior impacto, presente na Região Sisaleira é a rádio comunitária, quase todos os municípios possuem pelo menos uma rádio, muitas delas ainda em processo de legalização, e por isso constantemente são fiscalizadas pela ANATEL (Agência Nacional de Telecomunicações). Muitas dessas rádios já tiveram equipamentos lacrados após serem visitadas por fiscais da Agência. Algumas destas rádios são filiadas à ABRAÇO-SISAL que por sua vez se integra à ABRAÇO (Associação Brasileira de Rádios Comunitárias). A sede da ABRAÇO sisal está localizada no município de Valente.
A região também é coberta por jornais impressos a exemplo do Diário Nordestino, mantido pelo ICOJUDE (formado por jovens), dentre outros.
A região sisaleira já contou com duas iniciativas de produção televisiva, ambas educativas: a TV Cultura do Sertão, sediada em Conceição do Coité e mantida pela Fundação Bailon Lopes Carneiro, e a TV Valente, sediada no município de Valente. A emissora exibia o telejornal Jornal de Valente, uma iniciativa da APAEB Valente, com o apoio da instituição belga Volens. Inicialmente, o jornalístico era veiculado diariamente na TV Cultura do Sertão com meia hora de duração, tendo sido transferido depois para a emissora de Valente.
A região também é atendida por informativos eletrônicos, veiculados através de e-mail, a exemplo do que é produzido pelo MOC, Movimento de Organização Comunitária, que destaca dentre outras, ações de caráter comunitário em vários municípios do território Sisaleiro. Existe a ainda a AMAC (Agência Mandacaru de Comunicação) sediada no município de Retirolândia. A agência de notícias é mantida por jovens, alguns deles remanescentes do projeto Jovens Comunicadores Sociais, que era mantido pelo MOC.